# 台湾阿内蛛
台湾阿内蛛（学名：Anelosimus taiwanicus）为球蛛科阿内蛛属的动物。分布于台湾等地。